# ГЕС Шеньсігоу
ГЕС Shēnxīgōu (深溪沟水电站) — гідроелектростанція у центральній частині Китаю в провінції Сичуань. Знаходячись між ГЕС Пубугоу (вище по течії) та ГЕС Zhěntoubà, входить до складу каскаду на річці Дадухе, правій притоці Міньцзян (великий лівий доплив Янцзи).
В межах проекту річку перекрили бетонною гравітаційною греблею висотою 55 метрів, яка утримує водосховище з об'ємом 32,3 млн м3 (корисний об'єм 7,9 млн м3) та припустимим коливанням рівня поверхні у операційному режимі між позначками 655 та 660 метрів НРМ.
Пригреблевий машинний зал обладнали чотирма турбінами типу Каплан потужністю по 165 МВт, які використовують напір у 40 метрів та забезпечують виробництво 3,2 млрд кВт-год електроенергії на рік.